# Das kann jedem passieren
Das kann jedem passieren ist eine deutsche Filmkomödie des Regisseurs Paul Verhoeven aus dem Jahr 1952. In der Hauptrolle verkörpert Heinz Rühmann den reichen Steuerberater Hugo Brinkmeyer.

## Handlung
Der eher wohlhabende Steuerberater Hugo Brinkmeyer führt seine Frau in ein Kabarett aus; er möchte damit ihr und sich einen standesgemäß schönen Abend bereiten. Der Verlauf des so schön geplanten Abends erfährt eine unerwartete Wendung, als Brinkmeyer dort den Fabrikanten Schwidders kennenlernt, der gerne seine Dienste als Steuerberater in Anspruch nehmen möchte. Dies soll allerdings diskret ablaufen, da Schwidders in einem Seitensprung Zwillinge gezeugt hat. Er stellt die Bedingung, dass dieser Umstand unbedingt vor seiner Frau verheimlicht bleiben muss. Brinkmeyers Hilfsbereitschaft und die Verwechslung seiner Aktentasche mit der einer Nachtclubsängerin bringen jedoch ihn selbst in Verdacht, dienstlich unzuverlässig und seiner Ehefrau untreu zu sein. Es klärt sich jedoch alles zur allgemeinen Zufriedenheit auf.

## Produktionsnotizen
Das kann jedem passieren läutete nach drei Jahren Abwesenheit Rühmanns Rückkehr vor die Kamera ein. Gedreht wurde im Frühjahr 1952 im Atelier der Bavaria Film in Geiselgasteig. Die Außenaufnahmen entstanden in München. Der Film kam nach seiner Premiere in Duisburg am 30. Mai 1952 in die deutschen Kinos. Die Bauten entwarf Hans Sohnle, Fritz Lück führte sie aus. Helmuth Schönnenbeck hatte die Produktionsleitung. Der als Drehbuchautor und Kabaretttexter bekannte Eckart Hachfeld lieferte die Gesangstexte, die von Iska Geri vorgetragen wurden. In einer Szene singt sie vor einem Mikrofon das ironische Lied vom braven Steuerzahler.

## Kritiken
„Eine Attacke aufs Spießbürgertum - ohne Biss.“

„Die komischen und rührenden Erlebnisse eines tollpatschig-korrekten Steuerberaters auf Abwegen. Lustspiel-Nichtigkeit, mit der Heinz Rühmann an frühere Kassenschlager anknüpfen wollte.“